# KZ-Außenlager Kaufering IV – Hurlach

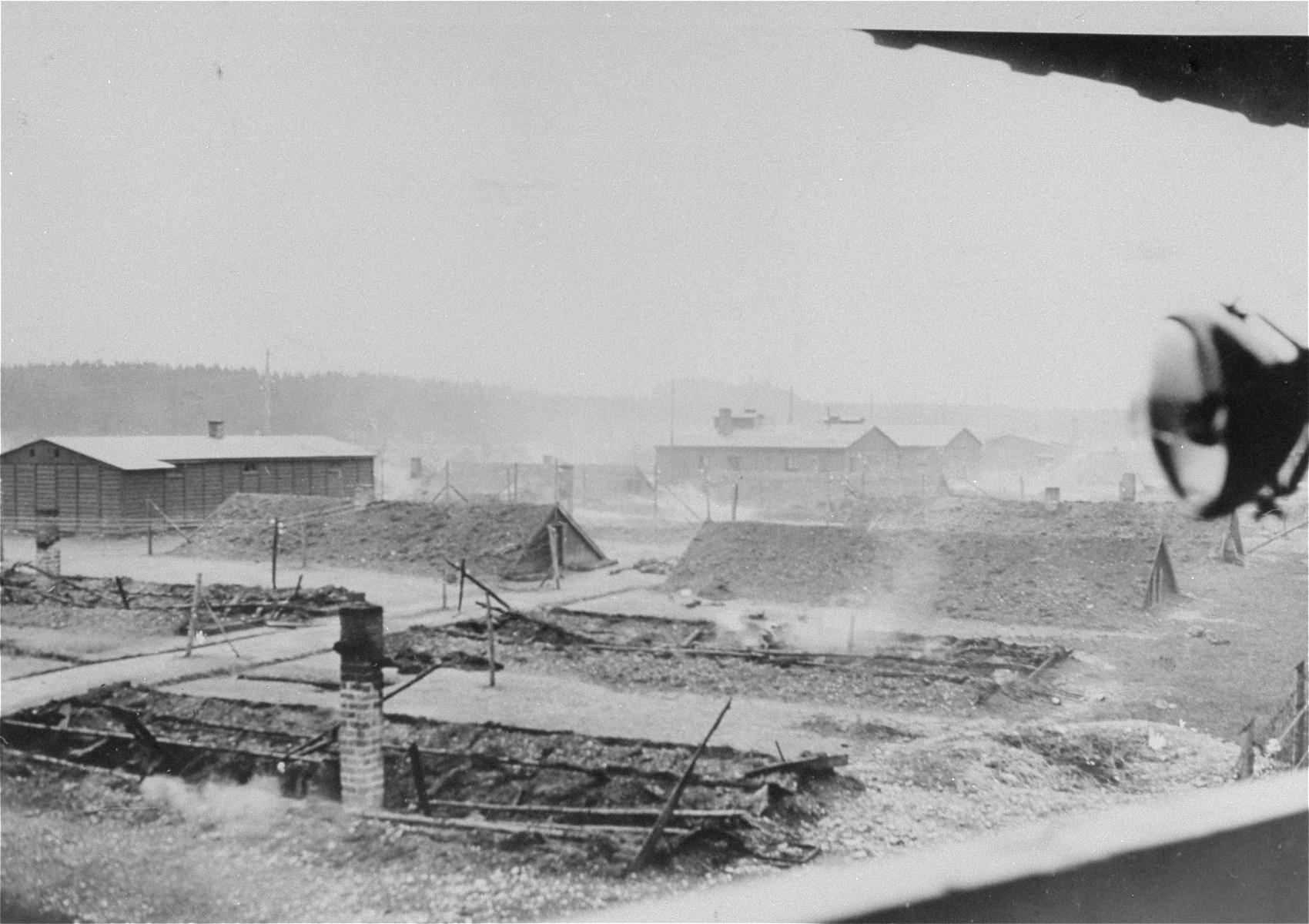
Niedergebrannte Erdhütten im KZ-Außenlager Kaufering IV – Hurlach am 27. April 1945, dem Tag der Befreiung durch die US-Armee (United States Holocaust Memorial Museum)

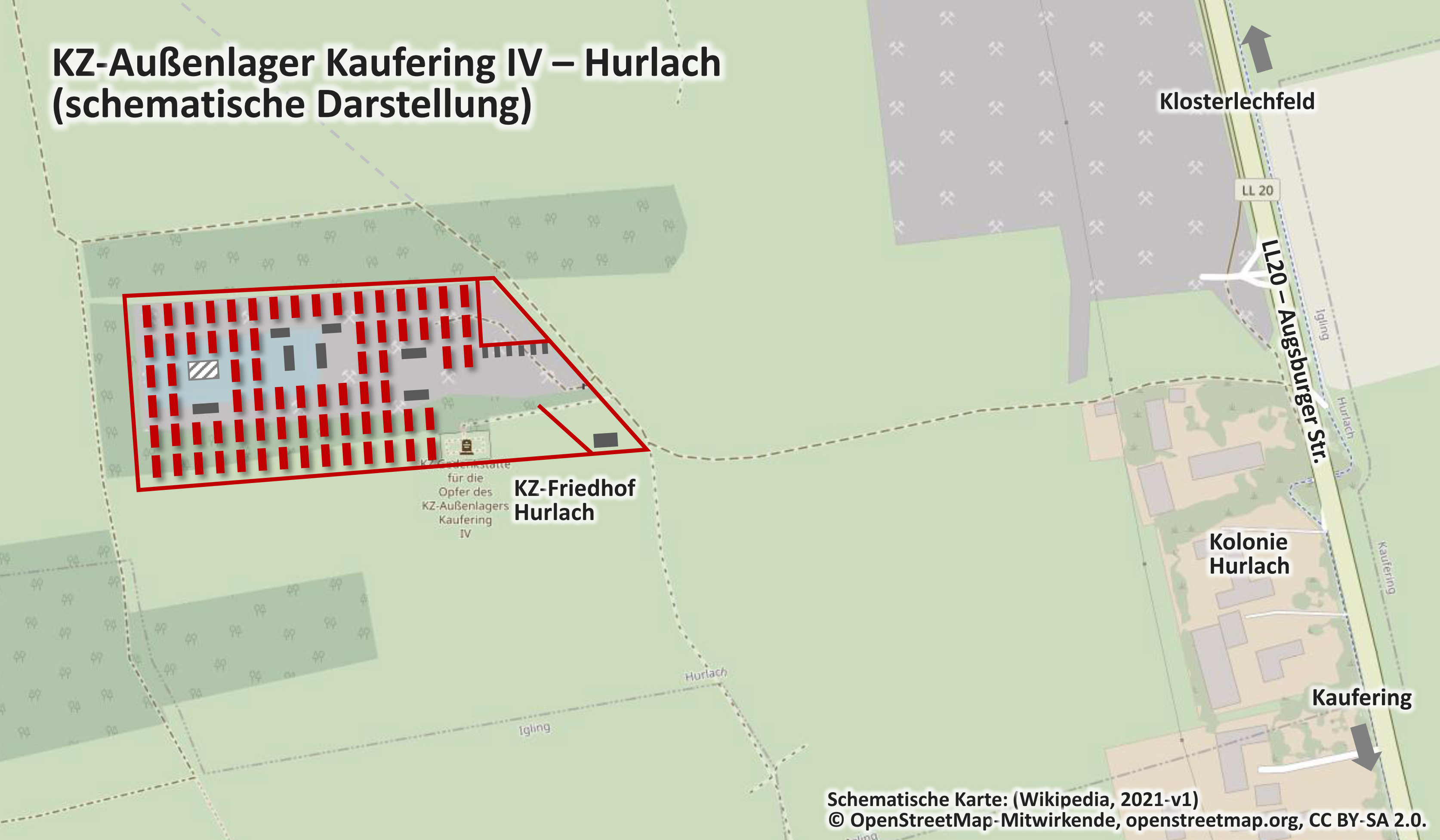
Schematische Karte KZ-Außenlager Kaufering IV – Hurlach, 1945. (s. a. Luftbilder)

Das KZ-Außenlager Kaufering IV – Hurlach war ein großes der 169 Außenlager des nationalsozialistischen KZ Dachau nahe dem Ort Hurlach. Es war das vierte der elf zum KZ-Außenlagerkomplex Kaufering gehörenden Lager rund um Kaufering und Landsberg. Hier waren vor allem Menschen jüdischen Glaubens interniert, um sie für die deutsche Rüstungsproduktion in der Endphase des Zweiten Weltkrieges einzusetzen. Ab September 1944 mussten hier bis zu 3000 Gefangene Zwangsarbeit bei Leonhard Moll Eisenbahn- und Betonbau und der Firma Holten leisten. Das KZ-Außenlager bestand aus 72 Erdhütten für die männlichen Gefangenen, zudem acht für die weiblichen.
Zum Jahreswechsel 1944/45 wurde das KZ-Außenlager Kaufering IV – Hurlach zum „Sterbelager“ des Lagerkomplexes umfunktioniert und unter Quarantäne gestellt, mit zunächst etwa 1400 und im April 1945 über 3000 Gefangenen. Darmkrankheiten, Ödeme, Krätze, Schwäche, Typhus und Lungentuberkulose waren typische Krankheiten. Medikamente, Verbandmaterial oder medizinische Instrumente gab es kaum, selbst an Wäsche mangelte es. Ein internierter Arzt schrieb, seine ärztliche Tätigkeit habe sich daher auf das Ausstellen von Totenscheinen und die Beschriftung der Leichen beschränkt. So starben alleine in diesem Lager wöchentlich 100 bis 200 Menschen. Bei der Befreiung des Außenlagers durch die US-amerikanische Armee trafen die Soldaten auf noch rauchende Trümmer der Hütten, die von der SS in Brand gesteckt wurden. In diesen fanden sie 360 Tote vor, die möglicherweise bei lebendigem Leibe verbrannt wurden.

## Teil der Kriegsproduktion
Das Lager existierte nach dem „Verzeichnis der Haftstätten unter dem Reichsführer SS“ des Internationalen Suchdienstes in Arolsen für Frauen vom 1. August, für Männer vom 25. August 1944 bis zum 25. April 1945. Es diente als Unterkunft für die beim unterirdischen Fabrikbau und auf dem Flugplatz Lechfeld Beschäftigten und als Krankenlager.

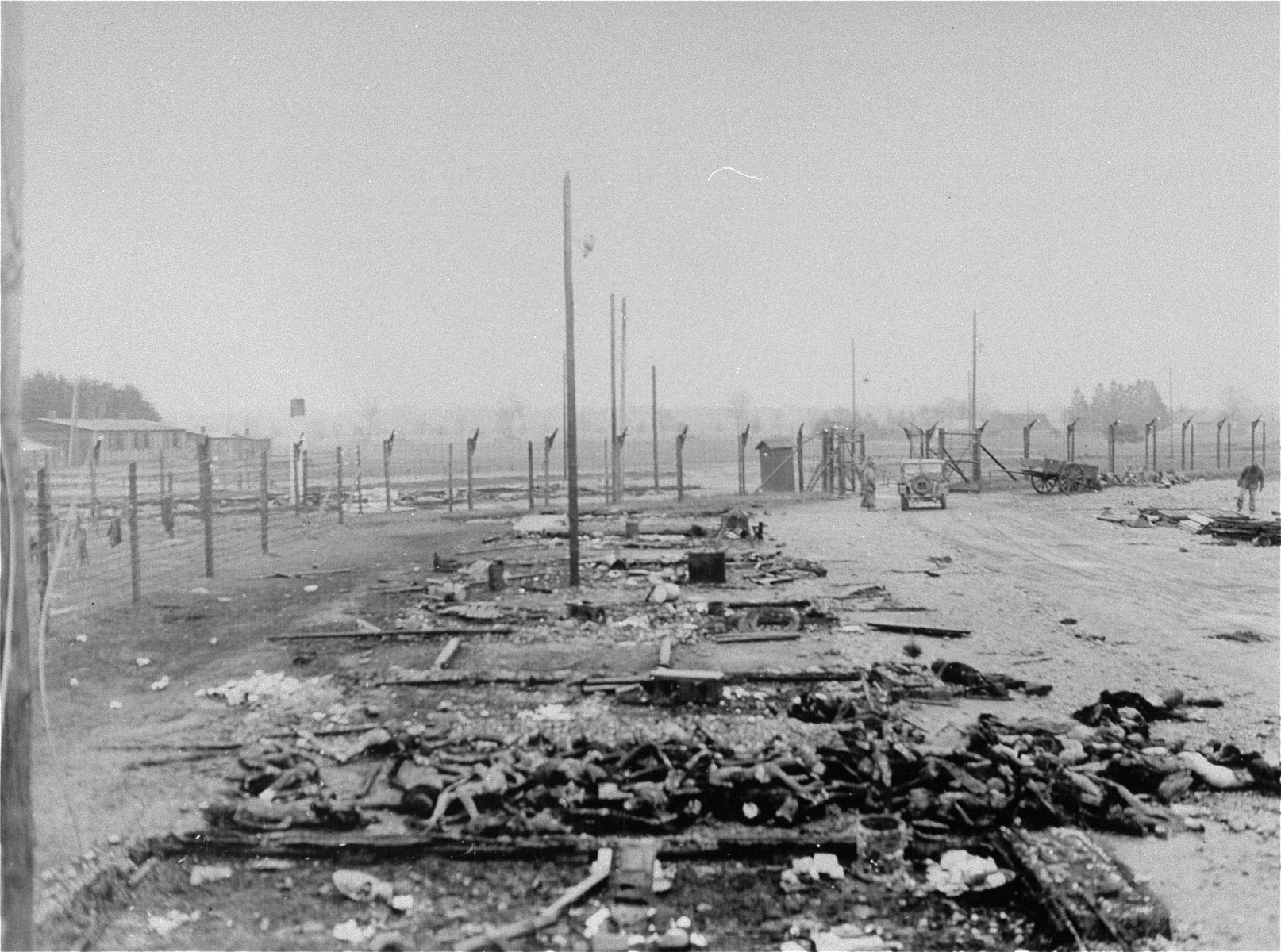
Körper neben verkohlten Barackenruinen im KZ-Außenlager Kaufering IV. (Foto: Edward C. Newell, 27./28. April 1945. United States Holocaust Memorial Museum.)

## Errichtung und Betrieb des KZ-Außenlagers
Bekannte Gefangene des Lagers IV – Hurlach waren unter anderem Max (Mordechai) Ansbacher, später erster Direktor der Museumsabteilung der Jerusalemer Holocaust-Gedenkstätte Yad Vashem, Zalman Grinberg, späterer Direktor des Beilinson-Krankenhauses in Petach Tikwa, zudem der verantwortliche Herausgeber der hebräischen Untergrund-Zeitschrift „Nitzotz“ und späterer Chefredakteur der Vierteljahresschrift des World Jewish Congress Shlomo Shafir, der spätere jüdisch-rumänische Journalist und Buchautor Oliver Lustig, sowie Bernard Offen, polnisch-amerikanischer Überlebender des Holocaust und Filmproduzent.

## Räumung des Lagers und Brandlegung
Bei der Räumung konnten die Gefangenen dieses Lagers wegen ihres kranken Zustands nicht zu Fuß auf den Todesmarsch nach Dachau geschickt werden. Daher wurden sie am nahen Gleis in einen Zug Richtung Dachau geladen. Bei Schwabhausen (Weil) wurde – wie Gefangene später berichteten – der Zug von der SS als Deckung eines Flak-Zuges genutzt und so von einem alliierten Tieffliegerangriff getroffen, 180 Gefangene starben. Der Zug fuhr nach Kaufering zurück, um die Toten am Bahndamm auszuladen.
Am Morgen des 27. April 1945 steckte die SS auf Befehl des Lagerarztes Max Blancke das KZ Kaufering IV samt den nicht mehr gehfähigen Häftlingen in Brand.

## Befreiung und juristische Aufarbeitung
Die amerikanische Armee erreichte wenige Stunden später das Lager. Die Befreier fanden in diesem Lager viele verbrannte, auch um das Lager herumliegende Tote vor, zusammen 360, die im neu angelegten KZ-Friedhof Hurlach direkt am Lager beerdigt wurden. Während des Lager-Betriebs gab es ungezählte Todesopfer. Das War Crimes Investigation Team entdeckte östlich des Lagers zwei Massengräber mit je 2000 bis 2500 Toten, die heutigen KZ-Friedhöfe Kaufering-Süd & Kaufering-Nord, und stellte fest, dass allein während der fünf Monate als „Krankenlager“ in Kaufering IV – Hurlach fast 3000 Menschen zu Tode kamen.
Der Lagerkommandant Johann Baptist Eichelsdörfer, Arbeitsdienstführer Wilhelm Tempel des Lagers Kaufering IV – Hurlach wie auch Walter Adolf Langleist als Verantwortlicher, wurden 1945 als Kriegsverbrecher zur Rechenschaft gezogen, zum Tode verurteilt, die Urteile Ende Mai 1946 vollstreckt.

## Internationale Wahrnehmung
Der später weltberühmte Autor J.D. Salinger befand sich unter den amerikanischen Soldaten, die an der Befreiung Süddeutschlands beteiligt waren. Während seines Militäreinsatzes in Deutschland schrieb er den Roman Der Fänger im Roggen. Salinger gehörte der Einheit der 4th Infantry Division an. Um den 28. April besuchte er den gerade erst befreiten KZ-Außenlagerkomplex Kaufering, seine Einheit befand sich in der Nähe dieses durch die 12th Armored Division befreiten KZ-Außenlagers IV – Hurlach.
J. D. Salinger äußerte sich nie öffentlich zu den Eindrücken aus dem April 1945.  Durch die Erinnerungsarbeit der Bürgervereinigung Landsberg im 20. Jahrhundert und deren Vorsitzenden Anton Posset wurde den Historikern schnell bewusst, dass J. D. Salinger das KZ Lager Kaufering IV nach dessen Befreiung besucht haben muss. Aufgrund der Abläufe und seiner Erinnerungen liegt es nahe, dass es dieses Außenlager IV – Hurlach gewesen sein muss. Salingers Tochter Margaret Salinger zitierte ihren Vater im Jahr 2000 mit den Worten:

“You never really get the smell of burning flesh out of your nose entirely, no matter how long you live.”

„Den Geruch von verbranntem Fleisch bekommst du nie ganz aus der Nase, egal wie lange du lebst.“

Steven Spielberg verfilmte  im Jahr 2000 nach einer intensiven Beratung durch Anton Posset die Befreiung des Lagers Kaufering IV in Folge 9 der Mini-Serie Band of Brothers. Zahlreiche Fotografien der amerikanischen und französischen Befreier dienten als Vorlagen für originalgetreue Kulissen, die in England nachgebaut wurden. Aufgrund der Zusammenarbeit wurde im Film das Lager Kaufering, und nicht wie bis dato üblich Dachau oder Auschwitz, befreit.

## Gedenkorte

### Erinnerungsort

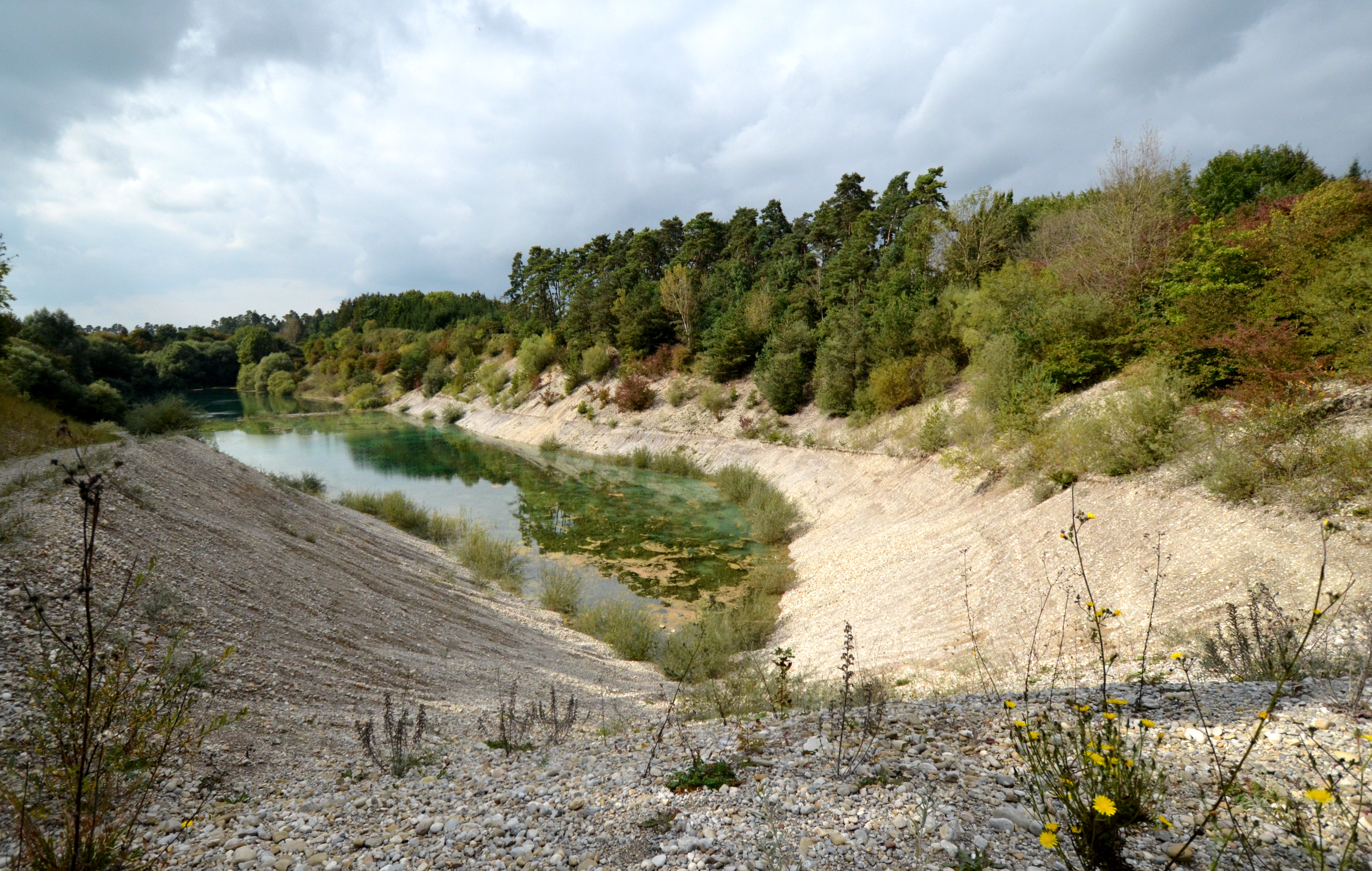
Blick auf Gelände des ehemaligen KZ-Außenlagers Kaufering-IV – Hurlach, das ab 1990 als Kiesgrube genutzt wurde (2021)

1961 tauschte der ursprüngliche Besitzer des Grundstückes das unbrauchbare Grundstück gegen einen Traktor. Der neue Eigentümer erhielt 1968 eine befristete Genehmigung zum Kiesabbau. Nach mehrfachen Besitzerwechseln baute die Firma Riebel ab 1990 auf dem Gelände Kies ab. Anton Posset und die Bürgervereinigung Landsberg im 20. Jahrhundert machten auf die Bedeutung des historischen Ortes und deren Zerstörung vergebens aufmerksam. Damals kam sogar verbrannte Erde zum Vorschein. Im Mai 2023 wurden auf dem Fußweg dorthin vier Informationstafeln zum KZ-Außenlagerkomplex Kaufering aufgestellt, auch zu diesem Außenlager und dem KZ-Friedhof.

### KZ-Friedhof Hurlach

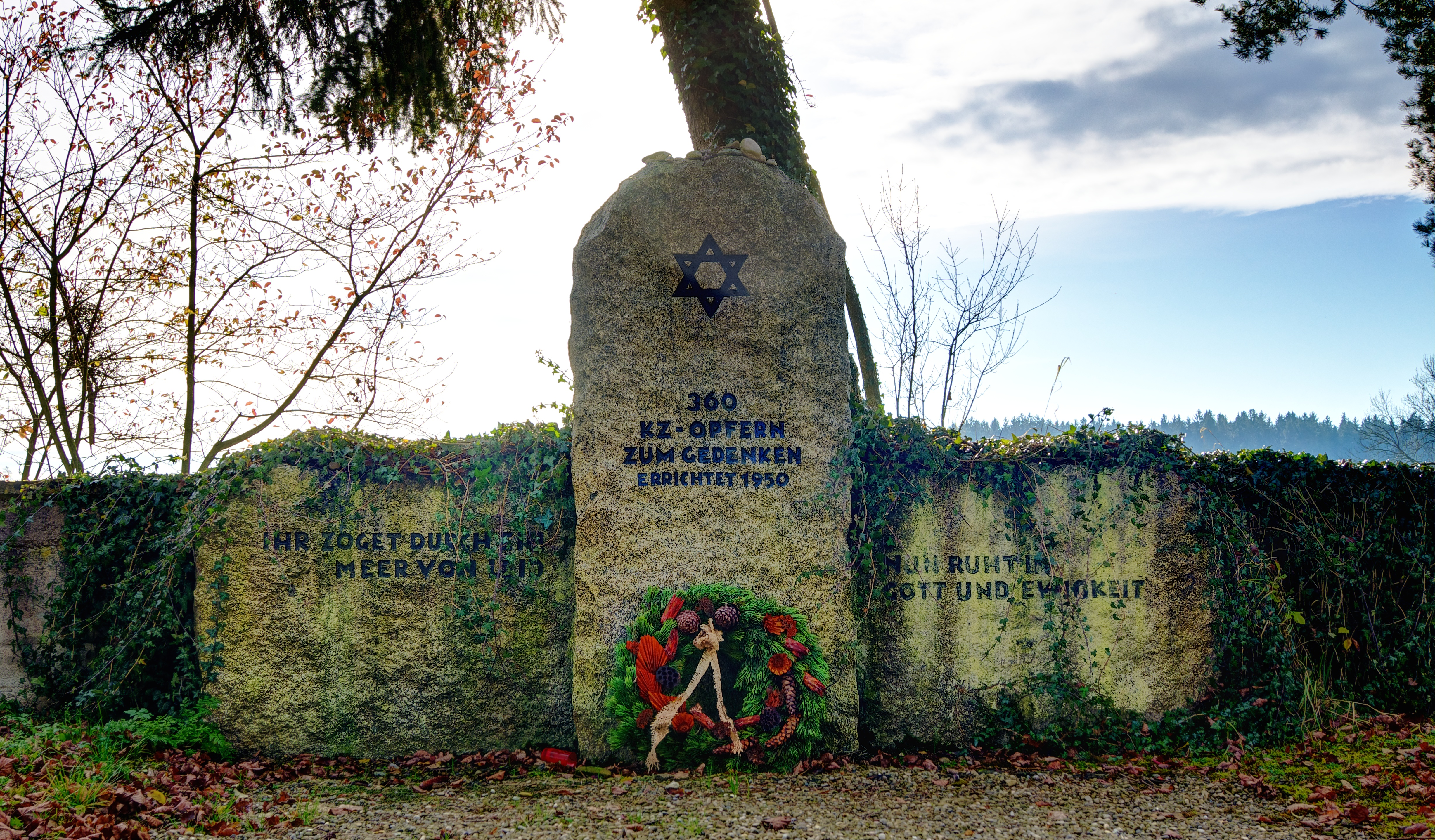
Friedhof und Gedenkstätte für die 360 am letzten Tag verbrannten Opfer des Lagers Kaufering IV – Hurlach. (Foto: 2014)

Folgt man der Augsburger Straße in Kaufering in nördlicher Richtung, so führen 800 Meter nach Ortsende beim Anwesen Hurlach-Kolonie Nr. 30 Hinweisschilder auf einen Schotterweg 500 Meter nach Westen zu einem Parkplatz, nach weiteren 120 Metern Fußweg an Informationstafeln entlang zum KZ-Friedhof. Auf diesem KZ-Friedhof südlich des Feldweges trägt ein dreiteiliger Gedenkstein mit dem Davidstern die Inschrift (s. Foto):
Ihr zoget durch ein Meer von Leid

360 KZ-Opfern zum Gedenken errichtet 1950

Nun ruht in Gott und Ewigkeit
In einem Sammelgrab sind 360 Opfer des Außenlagers IV – Hurlach – des KZ-Außenlagerkomplex Kaufering bestattet. Das Bayerische Landesamt für Denkmalpflege führt diesen Friedhof in der Liste der Baudenkmäler unter der Ortsbezeichnung „Lechfeld“.
4000 bis 5000 weitere KZ-Opfer wurden während des Lagerbetriebs in Massengräbern östlich des KZ-Außenlagers Kaufering IV – Hurlach verscharrt, später darauf die KZ-Friedhöfe Kaufering-Süd und Kaufering-Nord errichtet:

### KZ-Friedhof Kaufering-Süd
Wie viele dieser hier bestatteten leiblichen Überreste von Verstorbenen des KZ-Außenlagers III stammen und wie viele aus Außenlager Kaufering IV – Hurlach, ist nicht bekannt.

### KZ-Friedhof Kaufering-Nord
Wie viele dieser hier bestatteten leiblichen Überreste von Verstorbenen des KZ-Außenlagers III stammen und wie viele aus Außenlager Kaufering IV – Hurlach, ist nicht bekannt.

## Film
- United States Holocaust Memorial Museum: Oral history interview with William McWorkman. In: Film, Audio and Video / Testimony. ushmm.org, abgerufen im September 2021 (englisch, ab Minute 1:45 / Accession Number 1995. A.1269.15, RG Number RG-50.470.0015): „being with the 12th Armored Division during WWII […] entering into Landsberg concentration camp; seeing hundreds of dead prisoners; interacting with the former prisoners […] told not to get too close to the prisoners because of typhus; giving the former prisoners clothing and food, but not too much food; the battalion surgeon who said not to overfeed them“

- Olin, United States, Army, Signal Corps: Landsberg camp and burials. (35 mm s/w über Betacam SP NTSC auf MP4, ohne Ton, Länge 7:57 Minuten) ushmm.org, United States Holocaust Memorial Museum, 29. April 1945, abgerufen am 7. September 2021 (englisch, Accession Number 1994.119.1, RG Number RG-60.2261, Film ID 837, Source Archive Number 111 ADC 4182, Timecode 03:01:12:00 – 03:09:09:00, über Zustand nach Befreiung und Bestattungen KZ-Außenlager Kaufering IV – Hurlach).

- Original-Filmaufnahme: Die amerikanische Armee entdeckt den Holocaust, online auf buergervereinigung-landsberg.de, Archiv von Anton Posset, übergeben von einem Befreier der 103. Infanterie-Division der US-Streitkräfte. Dokumentarfilm, 7:28 Minuten. Befreiung des Konzentrationslagers Kaufering IV am 27. April 1945 durch US-Streitkräfte. Dieser wird im Film Band of Brothers von Steven Spielberg im Jahr 2000 nachgespielt (Kaufering IV – Hurlach).